# Пён У Сок
Пён У Сок (кор. 변우석?, 邊佑錫?; род. 31 октября 1991 года, Пучхон, Кёнгидо, Республика Корея) — южнокорейский актёр и модель. Номинант корейской кинопремии «Большой колокол» и лауреат престижной премии «Пэксан».
Пён дебютировал в качестве модели в 2010 году, начав с совместного показа с развивающимся модельным брендом. Международный дебют состоялся на показе коллекции Осень/Зима мужской моды 2015 в Милане на семи подиумах. В 2016 году Пён начал сниматься, сыграв роли второго плана в нескольких дорамах, таких как: «Дорогие мои друзья», «Лунные влюблённые — Алые сердца: Корё», «Фея тяжёлой атлетики» – все три 2016 года, «Записки юности» 2020 года и «Силачка Кан Нам Сун» 2023 года. Он приобрёл широкую популярность благодаря роли Рю Сон Чжэ в романтической комедии со временным сдвигом, телесериале «Хватай Сон Чжэ и беги» 2024 года. Среди других работ Пёна этого периода – исполнение оригинального саундтрека к дораме «Хватай Сон Чжэ и беги», которая вошла в рейтинг Billboard Global 200.
Он дебютировал на большом экране в фильме Netflix «Девушка двадцатого века» 2022 года. В следующем году он снялся в фильме «Родственная душа» 2023 года.

## Ранняя жизнь и образование
Пён родился 31 октября 1991 года в Пучхоне, провинция Кёнгидо, Республика Корея. У него есть старшая сестра, которая работает стюардессой. Он провёл там своё раннее детство до детского сада, после чего его семья переехала в Сеул. Он окончил среднюю школу Вушин. Пён получил степень в области театра и кино в университете Чхонджу с намерением стать актёром. Однако, после того, как он обратился за помощью в агентство, его взяли работать моделью, что вынудило его прекратить учебу в университете.
После окончания университета и последующей работы в качестве модели, Пён проходил обязательную военную службу в качестве административного сотрудника в отделе по связям с общественностью 37-й дивизии с ноября 2011 по август 2013 года.

## Карьера

### 2010–2015: Работа моделью
До начала актёрской карьеры Пён занимался модельной карьерой, впервые дебютировав в качестве модели в 2010 году. Он активно работал в различных областях, таких как Неделя моды в Сеуле, различные показы мод, рекламные кампании и журналы, и является тренером моделей. С 2014 по 2017 год он дефилировал по подиуму для отечественных дизайнеров на Сеульской неделе моды в сезонах Весна/Лето и Осень/Зима. Его модельная карьера включала в себя работу для многочисленных модных журналов и рекламных кампаний, а также заметные выступления в таких изданиях, как Arena, Cosmopolitan, W и Elle. Пён дебютировал на международной арене в 2015 году на показе мужской моды Осень/Зима на семи дорожках. До 2017 года он работал фотомоделью.

### 2016–2023: Начало актёрской карьеры
Пён начал свою актёрскую карьеру с ролей второго плана в нескольких телевизионных драмах, в том числе в сериале tvN «Дорогие мои друзья» в роли Сон Чжон Сика, в сериале SBS «Лунные влюблённые — Алые сердца: Корё» в роли бывшего парня Ха Чжин, и в сериале MBC «Фея тяжёлой атлетики» в роли фехтовальщика. В 2017 году Пён был приглашён на главную роль в эпизоде «Драматическая постановка» канала tvN «История прямоходящей» в роли Чон Мина, друга главной героини.
В 2019 году он сыграл одну из главных ролей в телесериале JTBC «Цветочная команда: Брачное агентство Чосона».
В 2020 году Пён получил главную роль в телесериале tvN «Записки юности».
В 2021 году Пён получил роль в историческом телесериале канала KBS2 «Лунный свет», за роль в котором он был признан лучшим новым актёром на церемонии вручения премии KBS Drama Awards 2022. В том же году Пён получил свою первую главную роль в фильме Netflix «Девушка двадцатого века» в роли Пон Ун Хо, главного героя-подростка с чётким и освежающим образом. Премьера фильма состоялась в 2022 году.
В 2022 году Пён получил еще одну главную роль в фильме «Родственная душа». Фильм вышел в прокат в 2023 году. Также в 2022 году Пён получил роль Рю Си О в фильме «Силачка Кан Нам Сун».
В 2023 году Пён провел встречу с фанатами под названием «Byeon Wooseok 2023 JAPAN 1st Fanmeeting Special White Day» в Yamano Hall в Токио, Япония.

### 2024–наст. время: Рост популярности
19 июля 2023 года он получил свою первую главную роль Рю Сун Чжэ в сериале «Хватай Сон Чжэ и беги» телеканала tvN, вместе с Ким Хе Юн в главной роли. Премьера сериала состоялась в апреле 2024 года. Для роли Рю Сун Чжэ он брал уроки пения, чтобы отточить свои вокальные навыки. За роль в сериале он получил премии Asia Artist Awards в номинациях «Лучший актер года (Дэсан)», «Лучший артист — телевидение/фильм», «„Знаменитость Азии ”— телевидение», «Лучшая пара» и «Награду за популярность». Он получил премию Asia Contents Awards & Global OTT Awards в номинации «Выбор народа». Он также получил Korea Drama Awards в номинации «Hotstar». Он получил номинацию на APAN Star Awards в номинации «За выдающиеся достижения, актер мини-сериала». Оригинальный саундтрек «Sudden Shower» из сериала вошел в Billboard Global 200 и получил премию Asia Artist Awards в номинации «Лучший саундтрек», Melon Music Awards в номинации «Лучший саундтрек» и MAMA Awards в номинации «Любимая музыка в мировых трендах».
Пён начал свой азиатский фан-тур «Summer Letter» 8 июня в Тайбэе, посетив такие города, как Бангкок, Манила, Джакарта, Сингапур, Сеул, Гонконг, и завершился в Токио, где было распродано 12 концертов в восьми городах, собрав 40 000 зрителей.
В сентябре 2024 года Пён снялся в роли работника круглосуточного магазина в сериале «Не хочу ничего терять». 2 декабря Kakao Entertainment объявило, что Бён снимется в сериале MBC «Жена принца 21-го века», сыграв главную роль Ли Ана. Сериал планируют выпустить во второй половине 2025 года.

## Другая деятельность

### Продвижение
В 2015 году Пён был выбран в качестве модели для шведского модного бренда Elvin.
В марте 2024 года Пён был выбран послом бренда Discovery Expedition Korea. Три месяца спустя он стал мировым представителем дерматологического косметического бренда Physiogel, принадлежащего компании LG Household & Health Care. В том же месяце компания LG Electronics выбрала его в качестве новой модели для своего беспроводного портативного экрана lifestyle - LG Stand By Me. В июле 2024 года он был выбран для продвижения в Nonghyup Bank. В том же месяце он стал послом косметического бренда Clinique и мужского косметического бренда, Dashu. В августе 2024 года он был выбран для участия в Paldo Bibim Men, Baskin-Robbins Korea и был выбран как посол бренда LG Household & Health Care, Euthymol. В сентябре он был выбран в качестве модели для Job Korea и Albamon. Два месяца спустя он был выбран в качестве модели для iloom, Ediya Coffee, марки контактных линз Olens, и Kyochon Chicken. В ноябре 2024 года он стал амбассадором бренда для Giordano, Prada и Cartier.

### Благотворительность
В октябре 2024 года Пён пожертвовал 300 миллионов вон ($217 000) больнице Северанс, чтобы помочь финансировать лечение педиатрических пациентов. Актёр сохранил своё пожертвование в тайне, но позже об этом стало известно в репортаже местного новостного агентства.

## Публичный имидж
СМИ называют Пёна «Первой любовью нации», но он назвал «Лекарство от хандры в понедельник» (Monday Blues Cure) своим любимым прозвищем. Культуролог Ким Хон Сик сказал, что Пён обладает «уникальной привлекательностью, характеризующейся сочетанием мужественности, андрогинного обаяния и образа надежности». Ын Ген Ко, генеральный директор KPLUS, охарактеризовал его как трудолюбивого работника. В 2024 году он был признан корейским телевизионным актером года по версии Gallup.

## Дискография

### Синглы

#### Саундтреки
| Название                                                                              | Год  | Наивысшая позиция в чартах | Наивысшая позиция в чартах | Наивысшая позиция в чартах | Альбом                   |
| Название                                                                              | Год  | KOR                        | KOR Songs                  | WW                         | Альбом                   |
| ------------------------------------------------------------------------------------- | ---- | -------------------------- | -------------------------- | -------------------------- | ------------------------ |
| «Sudden Shower» (Eclipse)                                                             | 2024 | 4                          | 8                          | 167                        | Lovely Runner OST Part 1 |
| «Run Run» (Eclipse)                                                                   | 2024 | 38                         | —                          | —                          | Lovely Runner OST Part 1 |
| «You & I» (Eclipse)                                                                   | 2024 | 99                         | —                          | —                          | Lovely Runner OST Part 1 |
| «No Fate» (Eclipse)                                                                   | 2024 | 115                        | —                          | —                          | Lovely Runner OST Part 4 |
| «I'll Be There» (Eclipse)                                                             | 2024 | 111                        | —                          | —                          | Lovely Runner OST Part 4 |
| «—» означает запись, которая не попала в чарты или не была выпущена в данном регионе. |      |                            |                            |                            |                          |

## Фильмография

### Кино
| Год  | Название                | Роль                | Примечания | Ист.   |
| ---- | ----------------------- | ------------------- | ---------- | ------ |
| 2017 | Юные копы               | Клубный конферансье | Камео      | [ 73 ] |
| 2019 | Извержение              | Телохранитель       | Камео      | [ 73 ] |
| 2022 | Девушка двадцатого века | Пун Ун Хо           |            | [ 74 ] |
| 2023 | Родственная душа        | Хэм Джин У          |            | [ 75 ] |

### Телевидение
| Год       | Название                                                            | Роль                     | Примечания                 | Ист.   |
| --------- | ------------------------------------------------------------------- | ------------------------ | -------------------------- | ------ |
| 2016      | Дорогие мои друзья                                                  | Сон Чжон Сик             | Камео                      | [ 9 ]  |
| 2016      | Фея тяжёлой атлетики                                                | Старший Чжун Хёна        | Камео (16-й эпизод)        | [ 76 ] |
| 2016      | Лунные влюблённые — Алые сердца: Корё                               | Бывший парень Го Ха Чжин | Камео (1-й и 3-й эпизоды)  | [ 76 ] |
| 2017      | Безответки 3                                                        | Пён У Сок                |                            | [ 77 ] |
| 2017      | Драматическая постановка – Менеджер категории "Б" и любовное письмо | Чон До Чжин              |                            |        |
| 2017      | Достойный своего имени                                              | Ассистент Хо Чжун        |                            | [ 78 ] |
| 2017      | Драматическая постановка – «История прямохождения»                  | Чжон Мин                 |                            | [ 79 ] |
| 2019      | Офисные часы 3                                                      | Ха Мин Гю                |                            | [ 80 ] |
| 2019      | Смех в «Вайкики» 2                                                  | Юн Со Вон                | Камео (4-й эпизод)         | [ 81 ] |
| 2019      | Поиск: WWW                                                          | Хан Мин Гю               | Камео (3–5, 7, 16 эпизоды) | [ 82 ] |
| 2019      | Цветочная команда: Брачное агентство Чосона                         | До Джун                  |                            | [ 83 ] |
| 2020      | Записки юности                                                      | Вон Хэ Хе                |                            | [ 84 ] |
| 2021–2022 | Лунный свет                                                         | Ли Пё                    |                            | [ 85 ] |
| 2023      | Силачка Кан Нам Сун                                                 | Рю Ши О                  |                            | [ 86 ] |
| 2024      | Хватай Сон Чжэ и беги                                               | Рю Сун Чжэ               |                            | [ 28 ] |
| 2024      | Не хочу ничего терять                                               | Пён У Сок                | Камео (4-й эпизод)         | [ 87 ] |
| 2025      | Жена принца 21-го века                                              | Ли Ан                    | В производстве             | [ 88 ] |

### Телешоу
| Год       | Название | Роль   | Ист.   |
| --------- | -------- | ------ | ------ |
| 2017–2018 | Modulove | Он сам | [ 89 ] |

## Награды и номинации
| Награда                                  | Год  | Категория                                                          | Работа/Номинант                   | Результат | Ист.          |
| ---------------------------------------- | ---- | ------------------------------------------------------------------ | --------------------------------- | --------- | ------------- |
| Кинопремия «Большой колокол»             | 2023 | Лучший новый актёр                                                 | Родственная душа                  | Номинация | [ 90 ]        |
| Премия «Пэксан»                          | 2023 | Лучший новый актёр — кино                                          | Девушка двадцатого века           | Номинация | [ 91 ]        |
| Премия «Пэксан»                          | 2025 | Лучшая мужская роль — телевещание                                  | Хватай Сон Чжэ и беги             | Номинация |               |
| Премия «Пэксан»                          | 2025 | Самый популярный актёр                                             | Пён У Сок                         | Победа    |               |
| APAN Star Awards                         | 2024 | Лучшая пара                                                        | Пён У Сок (совместно с Ким Хе Юн) | Победа    | [ 92 ] [ 93 ] |
| APAN Star Awards                         | 2024 | Лучший саундтрек                                                   | Eclipse — «Sudden Shower»         | Победа    | [ 92 ] [ 93 ] |
| APAN Star Awards                         | 2024 | Звезда Халлю                                                       | Хватай Сон Чжэ и беги             | Победа    | [ 92 ] [ 93 ] |
| APAN Star Awards                         | 2024 | Награда за популярность – мужчина-актёр                            | Хватай Сон Чжэ и беги             | Победа    | [ 92 ] [ 93 ] |
| APAN Star Awards                         | 2024 | «За выдающиеся достижения», актёр мини-сериала                     | Хватай Сон Чжэ и беги             | Номинация | [ 35 ]        |
| Asia Artist Awards                       | 2024 | Лучший актёр года (Дэсан)                                          | Хватай Сон Чжэ и беги             | Победа    | [ 31 ]        |
| Asia Artist Awards                       | 2024 | Азиатская знаменитость — телевидение                               | Хватай Сон Чжэ и беги             | Победа    | [ 31 ]        |
| Asia Artist Awards                       | 2024 | Лучший артист — телевидение/кино                                   | Хватай Сон Чжэ и беги             | Победа    | [ 31 ]        |
| Asia Artist Awards                       | 2024 | Лучшая пара                                                        | Пён У Сок (совместно с Ким Хе Юн) | Победа    | [ 31 ]        |
| Asia Artist Awards                       | 2024 | Лучший саундтрек                                                   | Eclipse — «Sudden Shower»         | Победа    | [ 31 ]        |
| Asia Artist Awards                       | 2024 | Награда за популярность – мужчина-актёр                            | Пён У Сок                         | Победа    | [ 94 ]        |
| Asia Contents Awards & Global OTT Awards | 2024 | Выбор народа — мужская категория                                   | Хватай Сон Чжэ и беги             | Победа    | [ 95 ]        |
| Asia Contents Awards & Global OTT Awards | 2024 | Лучший актёр-новичок                                               | Хватай Сон Чжэ и беги             | Номинация | [ 96 ]        |
| Asia Model Festival K-Model Awards       | 2016 | Fashion Model Award                                                | Пён У Сок                         | Победа    | [ 97 ]        |
| Asian Television Awards                  | 2024 | Лучшая музыкальная тема                                            | Хватай Сон Чжэ и беги             | Номинация | [ 98 ]        |
| Brand of the Year Awards                 | 2024 | Актёр — горячий тренд                                              | Пён У Сок                         | Победа    | [ 99 ]        |
| Buil Film Awards                         | 2023 | Лучший новый актёр                                                 | Девушка двадцатого века           | Номинация | [ 100 ]       |
| KBS Drama Awards                         | 2022 | Лучший новый актёр                                                 | Лунный свет                       | Победа    | [ 101 ]       |
| KBS Drama Awards                         | 2022 | Награда за популярность — актёр                                    | Лунный свет                       | Номинация | [ 102 ]       |
| Korea Drama Awards                       | 2024 | Гранд-приз (Дэсан)                                                 | Хватай Сон Чжэ и беги             | Номинация | [ 103 ]       |
| Korea Drama Awards                       | 2024 | Глобальная звезда                                                  | Хватай Сон Чжэ и беги             | Номинация | [ 103 ]       |
| Korea Drama Awards                       | 2024 | Горячая звезда (мужская категория)                                 | Хватай Сон Чжэ и беги             | Победа    | [ 34 ]        |
| Korea Drama Awards                       | 2024 | Лучший саундтрек                                                   | Eclipse — «Sudden Shower»         | Номинация | [ 103 ]       |
| Korea Drama Awards                       | 2024 | Глобальная звезда                                                  | Хватай Сон Чжэ и беги             | Номинация | [ 103 ]       |
| Korea Drama Awards                       | 2024 | Лучшая пара                                                        | Пён У Сок (совместно с Ким Хе Юн) | Номинация | [ 103 ]       |
| MAMA Awards                              | 2024 | Любимая музыка в мировых трендах                                   | Пён У Сок                         | Победа    | [ 38 ]        |
| MAMA Awards                              | 2024 | Лучший саундтрек                                                   | Eclipse — «Sudden Shower»         | Номинация | [ 104 ]       |
| MAMA Awards                              | 2024 | Песня года                                                         | Eclipse — «Sudden Shower»         | Номинация | [ 38 ]        |
| Melon Music Awards                       | 2024 | Лучший саундтрек                                                   | Eclipse — «Sudden Shower»         | Победа    | [ 37 ]        |
| Melon Music Awards                       | 2024 | Топ-10 артистов                                                    | Eclipse                           | Номинация | [ 105 ]       |
| Seoul Global Film Awards                 | 2024 | Награда за популярность — актёр                                    | Хватай Сон Чжэ и беги             | Победа    | [ 106 ]       |
| Seoul International Drama Awards         | 2024 | Выдающаяся азиатская звезда: Премия популярности в Корее – Мужчина | Хватай Сон Чжэ и беги             | Победа    | [ 107 ]       |

### Списки
| Издатель     | Год  | Список                                                                        | Место   | Ист.    |
| ------------ | ---- | ----------------------------------------------------------------------------- | ------- | ------- |
| Cine21       | 2021 | Новые актеры, которые возглавят корейскую индустрию видеоконтента в 2022 году | 5-е     | [ 108 ] |
| Gallup Korea | 2024 | Корейский телевизионный актер года по версии Gallup                           | 4-е     | [ 109 ] |
| Sisa Journal | 2024 | 100 лидеров следующего поколения                                              | Включён | [ 110 ] |

### Комментарии
1. ↑  Eclipse это вымышленная группа из сериала "Хватай Сон Чжэ и беги". Песню исполняют Пён У Сок в качестве вокалиста, Ли Сын Хеб в качестве гитариста, Ян Хек в качестве басиста и Мун Ён Сок в качестве барабанщика.
2. ↑  Eclipse это вымышленная группа из сериала "Хватай Сон Чжэ и беги". Песню исполняют Пён У Сок в качестве вокалиста, Ли Сын Хеб в качестве гитариста, Ян Хек в качестве басиста и Мун Ён Сок в качестве барабанщика.
3. ↑  Eclipse это вымышленная группа из сериала "Хватай Сон Чжэ и беги". Песню исполняют Пён У Сок в качестве вокалиста, Ли Сын Хеб в качестве гитариста, Ян Хек в качестве басиста и Мун Ён Сок в качестве барабанщика.